# آئویاما نوبوماسا
آئویاما نوبوماسا (به ژاپنی: 青山信昌) (تولد نامشخص – مرگ ۱۵۴۷) یک سامورایی ژاپنی در دوره سنگوکو بود که به خاندان اودا خدمت می‌کرد. در سال ۱۵۳۵ هنگامی که اربابش اودا نوبوهیده پسر ارشد و جانشین خود اودا نوبوناگا را به عنوان مالک به قلعه ناگویا فرستاد. آئویاما نوبوماسا به همراه سه نفر دیگر از ملازم خاندان اودا به نام‌های هایاشی هیده‌سادا، هیراته ماساهیده و نایتو شوسوکه را نیز با وی همراه کرد. این چهار نفر وظیفه هدایت و تربیت نوبوناگا را برعهده داشتند. آئویاما نوبوماسا همچنین در نبردهای اودا نوبوناگا در سپاه او شرکت داشت. وی در سال ۱۵۴۷ در حمله به قلعه گیفو کشته شد.